# 眉丈山

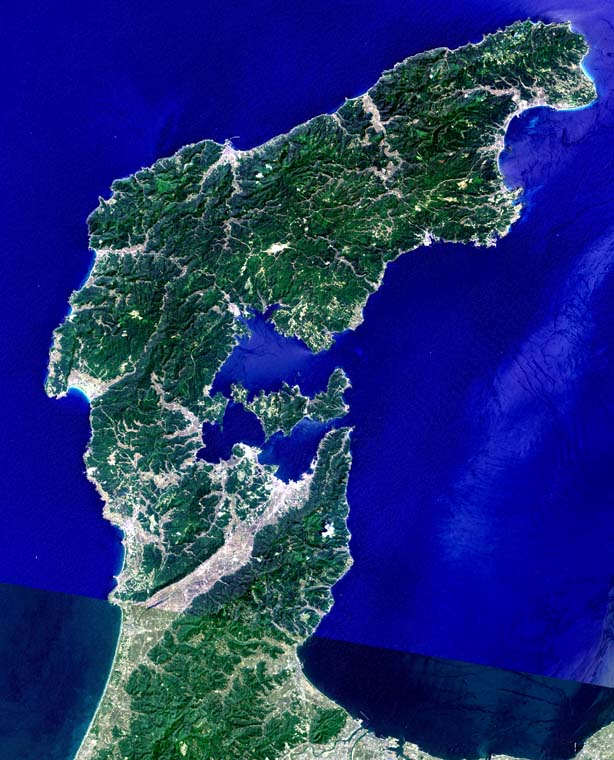
能登半島のランドサット衛星写真。スペースシャトル標高データ使用。半島を横切る邑知平野の北辺が眉丈山。

眉丈山（びじょうざん）は、本州中部日本海側の能登半島中央部にある山。石川県羽咋市、羽咋郡志賀町、鹿島郡中能登町にまたがる。本項では、眉丈山から北方に広がる眉丈山地（眉丈山系）についても記述する。

## 概要
能登半島中央部を南西から北東方向に横切るように延びる邑知平野（邑知潟地溝帯、邑知低地帯）の北辺に沿って、羽咋市柴垣町付近から鹿島郡中能登町一青（ひとと）付近まで標高100m-180mほどの峰が幅約4km、長さ約16kmにわたって連っている。そのなだらかな山並みから眉影山、美女山、眉山などとも呼ばれる。

## 自然地理
標高の最高地点は中能登町西馬場（にしばんば）にある雷ヶ峰（らいがみね）の188m。眉丈山の南東斜面は断層崖となっている。分水嶺から邑知平野まで約1kmで、主要な河川はない。眉丈山の北方は七尾西湾方向に向かって丘陵状の山地帯（眉丈山地）が続いている。眉丈山地の最高地点である眉丈が丘（中能登町花見月）は標高225mである。
眉丈山地の西側には於古川（おこがわ）が流れ、志賀町高浜町付近で日本海に流れ出ている。一方、山地東側を流れる伊久留川（いくろがわ）は、邑知平野を挟んだ反対側にある石動山から流れてきた二ノ宮川と合流し、七尾市田鶴浜町付近で七尾西湾に注いでいる。

## 地質構造
能登半島北部は旧汀線高度の測定から宝立山地、鉢伏山地、猿山山地、桑塚山地、眉丈山地、邑知低地帯の6つの地塊に区分される。これらの地塊が形成されたのは日本海の拡大期である新第三紀中新世前期から中期で、これらは地殻が伸張することで形成される正断層であったとされる。眉丈山の地質は主にこの時期の堆積岩であることから、この当時、眉丈山地は、現在とは逆に、邑知低地帯に対して沈降した北側低下の正断層であったと考えられている。
日本海の拡大が停止すると、逆に能登半島は中新世後期に南北に圧縮され始め、また第四紀鮮新世後期以降は日本列島全体が東西に圧縮されるようになった。この地殻変動に伴い、これらの正断層が今度は逆断層となって再活動し、眉丈山地は隆起し邑知低地帯が沈降する現在の地形が作られたとされている。現在、眉丈山地と邑地低地帯の断層は眉丈山断層帯と呼ばれる活断層帯となっている。

## 雨の宮古墳群
眉丈山の最高地点である雷ヶ峰には、古墳時代前期の4世紀中頃から後半に築造されたと考えられている全長約64mの前方後方墳（雨の宮1号墳）がある。このほか一帯には前方後円墳1基（雨の宮2号墳）や円墳など34基が点在している（雨の宮古墳群）。1982年（昭和57年）に国の史跡に指定された。1号墳や2号墳の周辺は古墳公園として整備・復元され、1号墳は築造当時の葺石が露出展示されているほか、出土品などは隣接する「雨の宮能登王墓の館」で見ることができる。

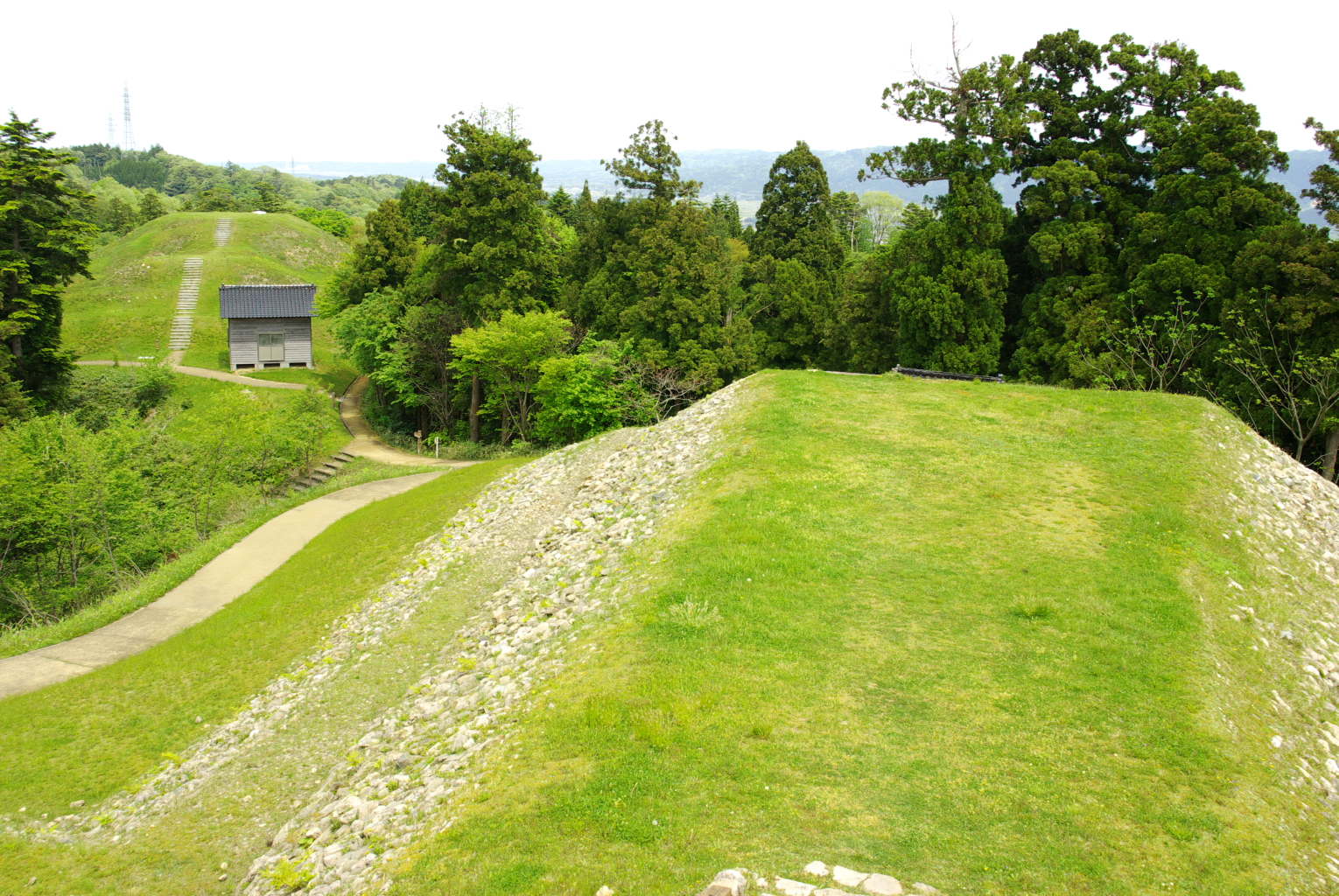
山稜に古墳が連なる雷ヶ峰
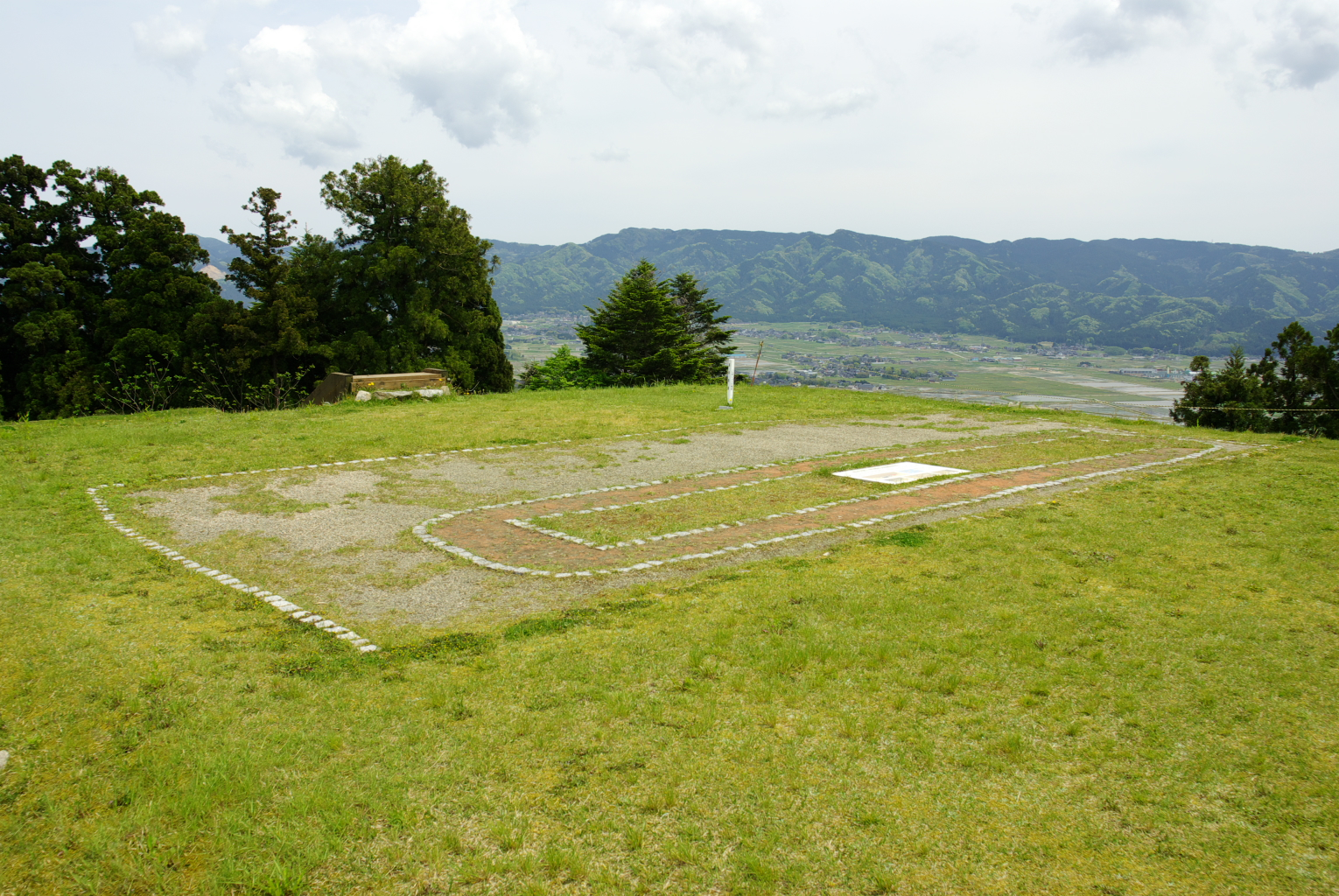
雨の宮1号墳墳頂から見た邑知平野と宝達丘陵
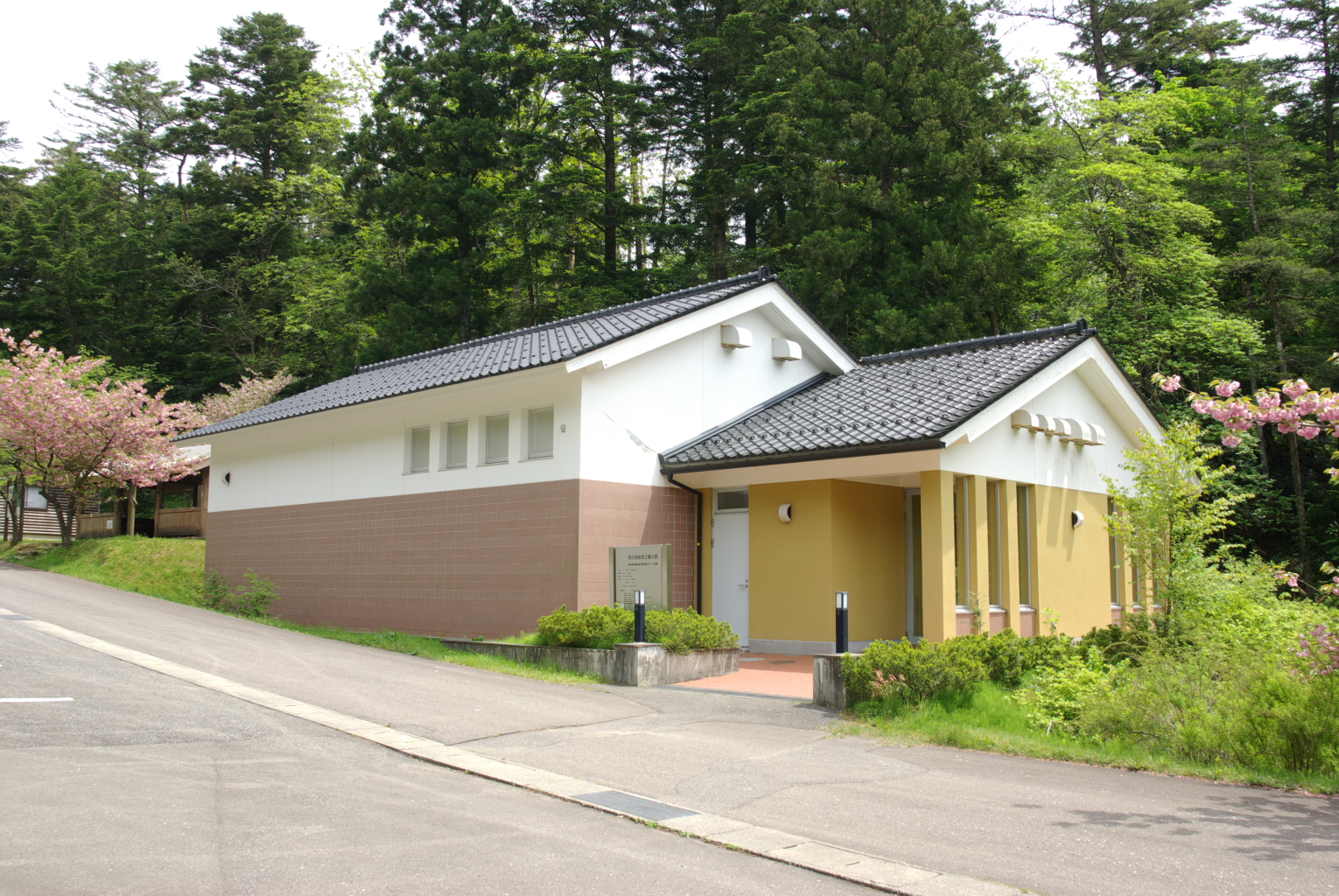
雨の宮能登王墓の館

## その他

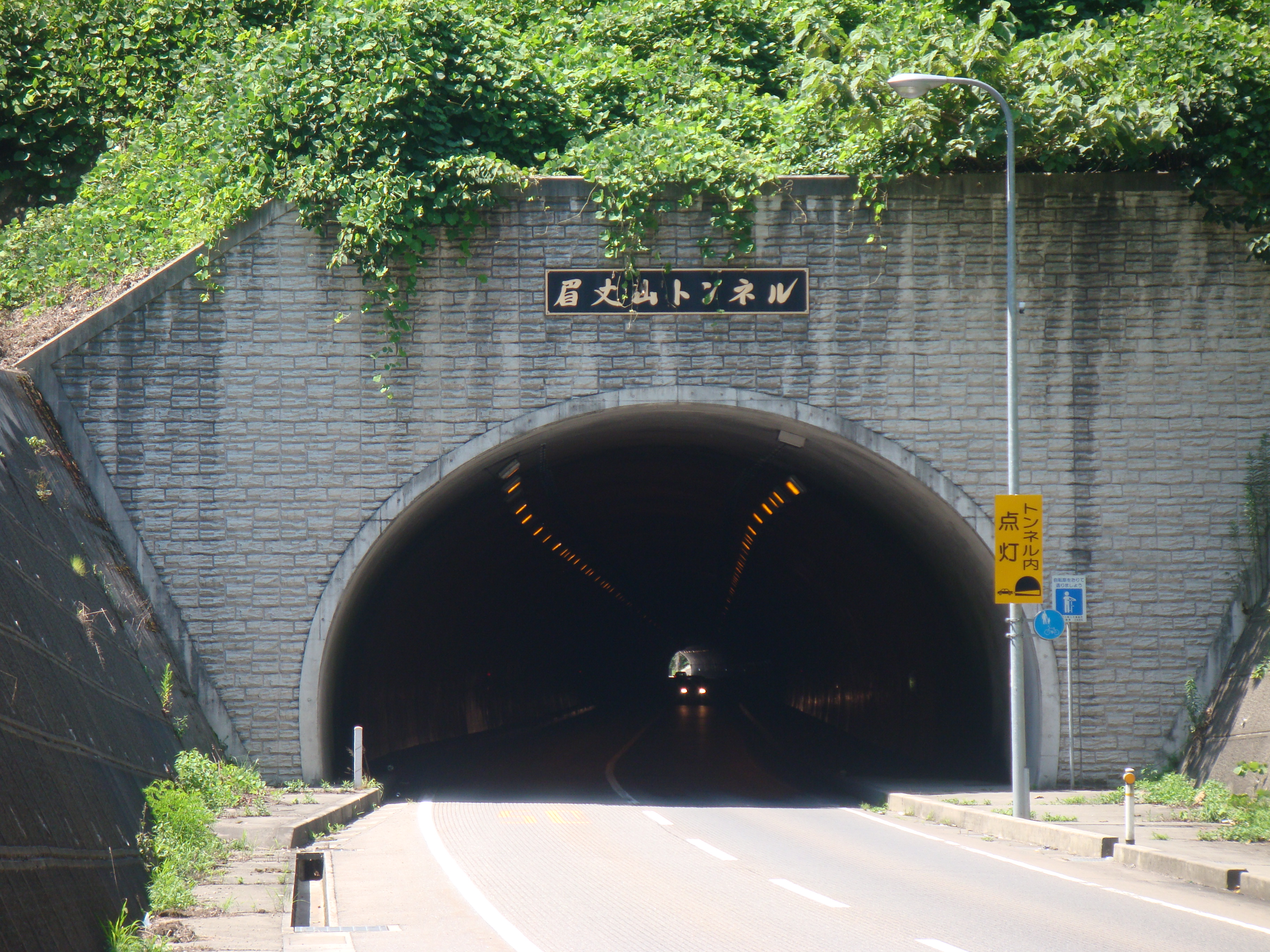
眉丈山トンネル

- 能登半島は本州最後のトキの生息地であったが、眉丈山は夏のねぐら、餌場となっていた。1961年（昭和36年）に眉丈山で5羽のトキが確認されている[8]。
- 雷ヶ峰の南を通る石川県道251号志賀鹿西線は、眉丈山地で隔てられた中能登町と志賀町を結び、邑知平野を縦断する国道159号とのと里山海道の上棚矢駄インターチェンジを連絡する路線であるが、眉丈山を越える徳丸峠は最大勾配が12.7%でカーブが続く難所であった。これを解消するため眉丈山トンネル（トンネル延長895m）が建設され[9]、2003年（平成15年）に完成した[10]。

## 周辺施設
- 眉丈が丘休憩所 - 眉丈山地の最高地点の眉丈が丘に整備された公園[3]
- 能登上布会館 - 中能登の伝統産業である能登上布の製作工程の見学、機織り体験などができる施設[11]

## 交通アクセス
雷ヶ峰（雨の宮古墳群）まで
- JR七尾線能登部駅下車徒歩60分
- のと里山海道上棚矢駄インターチェンジから車で20分